# إرنست ماركوس
إرنست ماركوس (بالألمانية: Ernst Marcus؛ بالبرتغالية: Ernst Marcus) هو عالم رخويات ‏ ألماني وبرازيلي، ولد في 8 يونيو 1893 في برلين في ألمانيا، وتوفي في 30 يونيو 1968 في ساو باولو في البرازيل.